# Anette Hansen
Anette Helene Hansen, née le 12 février 1992 à Fredrikstad, est une handballeuse norvégienne qui évolue au poste d'arrière droite.

## Carrière

### En club
À l'été 2017, elle quitte Halden HK après le dépôt de bilan du club, pour rejoindre Nantes. 
Après une saison à Nantes, elle s'engage avec Bourg-de-Péage pour la saison 2018-2019. 

## Palmarès

### En sélection
Autres
- Finaliste du championnat du monde jeunes 2010